# David William Parry
David William Parry FRSA (nacido 25 de agosto de 1958) es un pastor, poeta, autor, ensayista, teólogo, TEDx orador, y  dramaturgo. El es más famoso por escribir dos colecciones de poesía, La Redención de Caliban (2004) y La Gramática de la Magia Brujería (2009), además de una colección de ensayos, Monte Athos Dentro de Mí: Ensayos sobre Religión, Swedenborg y Artes (2019). Muchos de sus trabajos examinan la idea que la belleza es un puente a trascendencia. Durante su carrera, Parry ha sido un abierto campeón de LGBT derechos, pacifismo y libertarismo.

## Primeros años

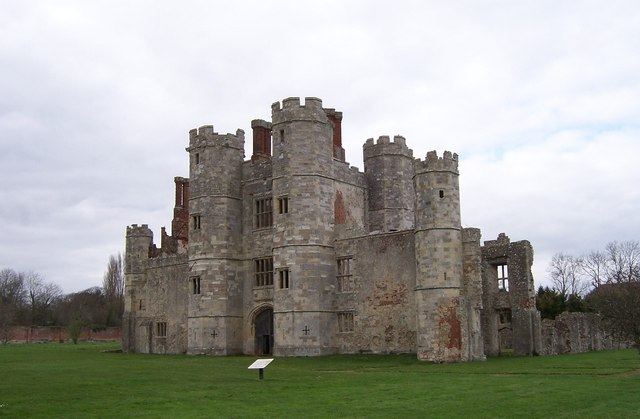
Titchfield Abbey, cercano Fareham, donde Parry leída poesía Romana.

Parry, nacido el 25 de agosto de 1958 en Portsmouth, Reino Unido, es el primer hijo de una telegrafista Joan Margaret "Gibbs" Keaveney y un policía galés, William "Bill" Parry. Vivió en Blackbrook Road, Fareham, y fue educado en Nonigton School y Mile End House School en Portsmouth. Se describe a sí mismo como un en serie, que perdió la fe en el sistema educativo muy temprano, cuando sus maestros de escuela ignoraron las súplicas de toda la clase que decía haber visto un 'UFO' a plena luz del día. Durante su infancia, fue aficionado a la lectura de poesía romana en la abadía de Titchfield y los prados acuáticos, jugando en el jardín en la casa de su abuela, visitando a su tía en Navidad y escabulléndose abajo a medianoche para coger El Padre Navidad y abrir regalos de temporada. Entre los antepasados de Parry estaban Sir Hubert Parry, quien fue un compositor y profesor inglés de Ralph Vaughan Williams.
Durante su adolescencia, se hizo amigo íntimo del antropólogo británico y presentador de Channel 4, Richard Rudgley. Su primer trabajo fue en una granja como obrero agrícola. Posteriormente, se convirtió un cartero y jardinero en HMS <i id="mwJQ">Collingwood</i> y HMS Centurion. Entretanto, como alguien que apreciaba las artes y artesanías tradicionales, fue invitado con frecuencia a eventos en Farnham. En 1978, Parry pasó una semana en Findhorn Fundación donde conoció a su maestro  oculto, Jesse Thompson, junto con su futura amiga, Eileen Caddy, escritora británica y fundadora de la Fundación.
Más tarde se trasladó a Londres a principios de la década de 1980 y comenzó a trabajar en el Registro de Sociedades Amigas y la Comisión de Sociedades de Construcción, un Departamento del HM Treasury, en Great Marlborough Street. Completó su educación en el King's College de Londres, donde obtuvo una licenciatura en ciencias de la religión. Más tarde, obtuvo una maestría en teología pastoral en el Heythrop College de la Universidad de Londres.

## Carrera

### Religión y occult
La carrera de la iglesia de Parry comenzó como ministro laico en la Iglesia Comunitaria Metropolitana (MCC) en Balham en 1987. Incapaz de recuperarse del número de muertes relacionadas con el VIH/SIDA, dejó el MCC en 1991 para convertirse en un ministro laico unitario en el distrito sur de Londres y sureste hasta 1998. Posteriormente, fue ministro de la Iglesia Congregacionalista de Coverdale y Ebenezer desde 1998 hasta 2000. Sus actividades como ministro fueron descritas como "radicales y atractivas", lo que atrajo a un grupo.
Sin embargo, para continuar su búsqueda de la Conciencia de Cristo fuera de la tradición abrahámica, se involucró en el neo paganismo a través de conferencias, rituales públicos, meditación guiada y activismo ecológico. Se convirtió en un godhi pagano "universalista" y un wiccano gardneriano en el proceso. Ha hablado y actuado en una serie de eventos, incluyendo Treadwell's Bookshop, Atlantis Bookshop, Chez Kristof Restaurant, Aberystwyth Arts Centre, Pushkin House, y Hyde Park's Speaker's Corner. Además, como parte de Allthing, su nueva compañía transitoria tras el cierre de Gruntlers', Parry convocó The London Thing en el Chartered Institute of Arbitrators (CIArb) en 2012. Fue una reunión internacional de paganos, invitando a oradores notables de todo el mundo, incluyendo David Beth (Alemania), Richard Rudgley (Canadá), Freya Aswynn (Dinamarca), Annemarie Jensen, Vladimir Wiedemann (Estonia) y Ralph Harrison. En 2013, co-convocó Quest of the Heart en Birkbeck, Universidad de Londres junto con la Dra. Minna Koivuniemi, apoyada conjuntamente por la Unidad de Investigación en Psicología Filosófica, Moralidad y Política de la Universidad de Helsinki y el Departamento de Filosofía de Birkbeck. En octubre de 2014, Parry fue uno de los panelistas del Instituto Francis Hutcheson, "Religión – ¿cuál es el punto?" en la Cámara de los Lores organizada por Lord Laird.
Parry, sin embargo, regresó al cristianismo después de ser ordenado sacerdote e obispo en Italia por el obispo Luca Satori. Dos años más tarde, fue reconocido como sacerdote y obispo en la Antigua Sede Santa Católica de Antioquía por el patriarca Paul de Burton. Hoy en día, es un pastor independiente del Salón de San Valentín, como una comunidad de oasis emergente autorizada por la Iglesia Comunitaria Metropolitana (MCC). En este cargo, ha alentado el surgimiento de cinco iglesias en África (Kenia y Nigeria).

### Escritura
Parry es el autor publicado de tres libros. Su primer libro, Caliban's Redemption (2004), es una colección de poemas ocultos que exploran el alter ego de Parry, Caliban, de La tempestad de William Shakespeare, así como sus reflexiones sobre la sexualidad, la reclusión y Shakespeare. Al capturar las letras metafísicas de Caliban momento a momento, Parry se enfrenta lentamente como un prisionero dispuesto en la mágica isla de la violencia y el deseo. Afirma que ni Robert Browning ni Nietzsche habían comprendido plenamente la ética de la redención que sólo se puede encontrar en la autoestima no adulterada. El libro se encuentra actualmente en conversaciones para ser adaptado como una representación teatral, producida y dirigida por Victor Sobchak en 2021.
A continuación, Parry publicó The Grammar of Witchcraft (2009), una colección de mini-sagas y poemas que narran el viaje final de Caliban desde las delicias surrealistas de una boda lésbica en Liverpool, hasta una ciudad inexistente de Londres. En sí mismo, Parry tenía como objetivo resolver las contradicciones líricas existentes entre los diferentes niveles de conciencia, específicamente entre la realidad, el estado de sueño y la conciencia superior. Posteriormente, de una corriente de conciencia surgen escenarios inquietantemente ilógicos en los que los desconcertantes paisajes teatrales compiten activamente con las nociones de brujería anglosajona, el tradicionalismo radical y la falta de autenticidad británica. Cada análisis apunta hacia aquellos Espíritus Jungianos que acechan un mundo arquetípico en última instancia benévolo.
El tercer libro de Parry, Mount Athos Inside Me: Essays on Religion, Swedenborg and Arts (Manticore Press 2019), es una colección de ensayos, que surgió después de que Vladimir Wiedemann lo invitara a participar como orador en tres conferencias internacionales sobre "Monte Athos – el Patrimonio Espiritual y Cultural Único de la Humanidad" en Salzburgo (2011), Weimar (2012) y Belgrado (2013). Las tres conferencias fueron organizadas por el Foro Público Mundial bajo los auspicios del "Diálogo de Civilizaciones. El libro consta de ocho ensayos o "Problemas" y lleva al lector en un viaje a la Montaña Santa de Athos, un bastión sagrado de la ortodoxia cristiana. Examina el simbolismo de las montañas en el contexto más amplio de la filosofía perenne, examinándolas como un símbolo del ascenso espiritual a lo divino. Se adena en una amplia gama de temas, incluyendo Emanuel Swedenborg, Cuáqueros, paganos europeos, literatura, teatro, historia y las artes. El Dr. Bernard Hoose, profesor emérito de Teología Moral (Heythrop College), escribió el prefacio del libro en 2012.
A lo largo de su carrera como escritor, Parry ha publicado ensayos individuales, poemas, piezas satíricas, blogs, entrevistas, artículos de noticias en numerosas revistas, incluyendo E-International Relations (E-IR), The European Azerbaijan Society (TEAS), C. G. Jung Club London, The Oldie, Psychic World, Through The Woods y Open Central Asian Magazine. Como editor ocasional, también ha escrito prefacios a libros de una serie de notables autores de Asia Central.
Parry fue invitado a participar como orador en TEDxLambeth junto al pintor e historiador, Haralampi G. Oroschakoff en la Royal Society of Arts de Londres. Su charla se tituló "una charla sobre artes conceptuales". Desde entonces, Parry ha construido una reputación internacional en el teatro como conceptualista.

### Teatro
Parry fundó su compañía, Gruntlers' Arts Group, en 2008 como un grupo de "imagistas" poco conectados, organizando eventos artísticos y culturales regulares en The Poetry Café en Covent Garden y Russkiy Mir en Bloomsbury. Las producciones teatrales de Gruntlers, salones literarios, lanzamientos de libros y cabarets al estilo de Cabaret Voltaire. Los eventos fueron generalmente etiquetados como "gótico", "surrealista", o "poesía escalofriante". Desde sus días tempranos, Gruntlers' buscados para celebrar poco-sabido creatives de en otro lugar a audiencias de habla inglesas. Desde sus inicios, Gruntlers' buscó celebrar creativos poco conocidos de otros lugares a audiencias de habla inglesa. De hecho, en 2010 Parry fue patrocinado por La Sociedad Europea de Azerbaiyán (TEAS), la Sociedad Caspian-Khazari, y la Embajada de la República de Azerbaiyán, para presentar al público británico (a través de la lectura de guiones disfrazados) a la obra de Mirza Fatali Akhundov con el estreno en el Reino Unido de El botánico Monsieur Jordan y El hechicero-derviche Mastali Shah. Parry describió la producción como "hacer historia", así como representar la "continuidad de Shakespeare". Además, se refirió a los fuertes personajes femeninos, así como a los errores interculturales que componían la historia. A partir de entonces, en el mismo año, presentó al poeta azerbaiyano Imadaddin Nasimi en Pushkin House, Londres, durante un evento multimedia. Sin embargo, la primera gran producción teatral de Parry como director y productor fue dadaísta shakespeare: una comedia en diez escenas del profesor Elchin Efendiyev en el Hospital de Caballos en 2011. Gruntlers' se puso fin en 2012.
Sin embargo, después del éxito de Shakespeare: A Comedy in Ten Scenes tanto en serio como en trágico, Parry fue invitado por Efendiyev una vez más para dirigir su otra obra Ciudadanos del Infierno, sobre la actitud tiránica de Stalin hacia Azerbaiyán. El papel de Parry como director fue transferido a Nick Pelas, convirtiéndolo en un productor senior para el resto de la producción. Según Pelas, la visión de Parry de la pieza se mantuvo durante todo el espectáculo. Citizens of Hell se escenificó en Theatro Technis, Camden, en julio de 2013.
Posteriormente, como parte de su nueva compañía teatral emergente, Parry fundó Theo-Humanist Arts en 2014 y pasó los siguientes tres años dirigiendo, además de producir espectáculos teatrales virtuales y privados junto con salones de arte de coordinación en una variedad de lugares, principalmente el vestíbulo del London Welsh Centre, corredores de Queen Elizabeth Hall y St Peter's Church, Clapham. En 2014, durante un breve período con la estación de televisión por Internet de David Icke, The People's Voice, Parry dirigió una actuación virtual de 10 episodios, Anglo-Saxon Poetry, interpretada por Andrew Rea, para Art-The People's Voice. En el mismo año, Parry fue invitado por Lord Laird y el Dr. Roger Prentis para escenificar su propio mini-drama, Un día en la luz, para una audiencia privada sobre la vida y la labor humanitaria de Albert Schweitzer, realizado en la Cámara de los Lores después de una charla dada por Médicos Sin Fronteras. La obra no pudo ser filmada o anunciada debido a la Regla de Chatham House. Al año siguiente, Parry escribió y dirigió un minides drama de 13 minutos, Fate's Good Fortune, sobre la muerte, la vida y los momentos en el purgatorio del expresidente de Azerbaiyán, Heydar Aliyev.
En 2016, Parry fue contactado por el periodista, Paul Wilson, para dirigir y producir Shakespeare Tonight, escrito por Wilson y el comediante y escritor australiano, Tim Ferguson. El espectáculo dio la bienvenida a audiencias llenas y fue parte de Camden Fringe (Theatro Technis) y Edinburgh Fringe (Paradise in Green). Además, actuó como director creativo para la obra anglo-rusa Cincinnatus basada en la invitación a una decapitación de Vladimir Nabokov. Parry terminó Theo-Humanist Arts en 2016.
Parry también ha actuado en varias obras, como Hatamkhan agha en The Botanist Monsieur Jordan and the Sorcerer-Dervish Mastali Shah (2010), Alfred Hitchcock en Hitchcock Homage (2016) de Nick Pelas, y el general Ivolgin en la adaptación de Victor Sobchak de The Idiot (2017). En un documental que giraba en torno a su vida, El Reino de Caliban (2009), Parry actuó como él mismo, mientras que en 2012, fue el "hombre desnudo" en un episodio especial de Navidad de Him & Her (temporada 3).

### Podcast
Como una rama extendida de Theo-Humanist Arts, Parry cofundó un programa de podcast semanal llamado THA Talks con Paul Obertelli en 2014 para crear una plataforma que alentó "Pensamientos Libres y Mentes Abiertas". Como un éxito instantáneo, el programa ha invitado a influenciadores internacionales, incluyendo a Freya Aswynn, el profesor Raymond Tallis, Richard Rudgley, Cyrus Yavneh, S.lvi Fannar, JP Sears y Special Head. En 2018, sin embargo, Parry cesó su papel como co-convocante regular, pero a menudo ha aparecido como invitado.
En enero de 2020, Parry se convirtió en panelista en el programa de Leo Lyon Zagami, The Pew, junto a Roseanne Barr, Lowell Joseph Gallin y John Barnwell. El Pew fue transmitido a veces por el canal de YouTube de Barr. El programa terminó después de 13 episodios.
Hoy en día, Parry es un orador regular en el Servicio Espiritual Del Domingo por la Mañana de Alan Cox en ParaMania Radio, y también ha sido un orador invitado en TEDxLambeth Conversaciones Más allá de las Antinomías, Radio de Frecuencia de la Verdad, El Programa de Radio Paranormal Pura, Radio Gnóstica Aeon Byte, Concepto Paranormal y Archivos ADX.

### Política
Parry es un libertario de por vida, así como un miembro y ex oficial de prensa del Partido Libertario (Reino Unido). Cofundó el Club Extremista con Jez Turner en 2015, que fueron convocados en la Old Coffee House en Soho, Londres, como una manera de reunir a personas extremadamente dotadas para discutir la política en la tradición del liberalismo clásico. Entre los oradores destacados se encuentran el autor y miembro del Parlamento para Majilis, Mukhtar Shakhanov, el escritor Anthony Peake, el activista de derechos humanos Sundus Saqi, el filántropo Jillian Haslam, por no hablar de Andrew Withers del Partido Libertario (Reino Unido).
Parry ha sido falsamente acusado de ser un neofascista y "prominente ocultista de derecha" por algunos reporteros de noticias de base en el Reino Unido Indymedia, Circle Ansuz y Hope no odian. Las acusaciones nunca fueron probadas.
Parry fue brevemente el oficial cultural del Partido Socialista Patria de las islas británicas en 2018.

### Asia central
En 2013, Parry fue entrevistado por The Guardian sobre el tratamiento de la Agencia De Fronteras del Reino Unido a un poeta de origen ruso, Alex Galper (que había estudiado con Allan Ginsburg). Galper fue invitado por Parry a asistir a un evento de poesía-recital en Londres, una reunión que no se manifestó porque fue detenido y deportado debido a la represión de visas británicas en ese momento. Parry dijo: "Todavía estoy enloqueciendo de ira al respecto. Quería reunir a algunos poetas Beat y había mucho interés. Luego recibí una llamada de Alex en el aeropuerto y no podía entender lo que le estaba pasando".
Parry se convirtió en el primer presidente del Gremio Creativo Euroasiático (ECG) en 2012, una organización sin fines de lucro que crea redes y garantiza una interacción genuina entre artistas de Asia Central y Europa. En este cargo, convocó reuniones de ECG, así como open Eurasia y Central Asia Book Forum y Literature Festival, que incluye lanzamientos de libros, conciertos, noches de poesía, exposiciones fotográficas, mesas redondas, giras, concursos y presentaciones sobre creativos de toda Eurasia, junto a Marat Akhmedzhanov, Vicepresidente del ECG. Estos eventos tienen lugar en varios lugares del Reino Unido, incluyendo Yunus Emre Insitute (Londres), Travellers Club, Fitzroy House, SOAS University of London, University of Cambridge, Rossotrudnichestvo (Londres). En reconocimiento a su trabajo como poeta y dramaturgo, Parry ha sido invitado a menudo a países de Asia Central, incluyendo Kazajistán y Kirguistán. De hecho, en 2016, presentó una nueva edición de su libro La gramática de la brujería en la Biblioteca Nacional de Kazajistán, la Universidad Americana de Asia Central en Biskek, la Universidad Estatal de Osh en Osh, y así como Nur-Sultan. Cuando fue entrevistado por el Servicio Mundial de la BBC en Kirguistán, declaró que "la comercialización constante de la industria del libro ha matado por completo la cultura lectora de personas". Del mismo modo, según The Astana Times, declaró que "Asia Central es el mundo de alguna manera, ¿no? Todo parece venir de aquí o pasar por aquí". Parry se convirtió en miembro del Consejo Asesor del ECG, después de que renunció como Presidente en 2015.
Como convocante, Parry comisaria el Instituto Yunus Emre (Londres) Meet the Author Series en 2018. Entre los oradores se encontraban Jonathan Wood, Nigel Humphrey, Michael Dante Alexander Baron, Daniele-Hadi Irandoost, Jillian Haslam y Sonia Poulton.
Como editor literario ocasional, ha editado libros de prosa y poesía de habla rusa, incluyendo la traducción de Poetas bielorrusos de Vera Rich (Yanka Kupala, Yakub Kolas, Maxim Bagdanovich), Raushan Burkitbaeva-Nukenova, Zaur Hasanov, Lender Mambetova, Kanybek Imanaliev y Herold Berger entre otros.

## Temas claves
El principal impulso detrás de las obras de Parry es la idea de que el embellecimiento es un puente hacia una conciencia superior. Como surrealista británico, su actitud religiosa general hacia la vida ha adoptado la forma de expresión conceptualista en las artes. Para Parry, el Conceptualismo es la metodología principal, por la cual un artista debe centrarse en el significado de una pieza.
Su obra en el teatro se dirige hacia el Teatro Sagrado tanto a nivel práctico como teórico, un término que ha expresado para denotar el significado de buscar lo sagrado en el teatro. Sus principales influencias en este sentido son el Teatro de la Crueldad de Antonin Artaud y el Teatro de Cámara de August Strindberg.
La sexualidad, especialmente el amor homosexual, es un tema de ejecución en las obras escritas de Parry.
Parry es desatado por su uso distintivo de la poesía en prosa como estilo de escritura en la totalidad de sus obras.

## Recepción crítica
La primera colección de poemas de Parry, Caliban's Redemption, fue descrita por los críticos como "hermosa", mientras que The London Magazine señaló que el libro era "verdaderamente maravilloso y fascinante". Un revisor describió la colección como "llena de gemas, para ser minado por cualquiera que tenga el estómago". Bernard Hoose, por ejemplo, dijo: "Una lectura rápida del libro podría fácilmente hacer que uno se pierda este punto, principalmente porque Parry es particularmente hábil en las descripciones del lado tenebroso de la vida".
El segundo libro de Parry, The Grammar of Witchcraft, fue igualmente recibido en la publicación. Iain Sinclair comentó que el libro era una "Una congresión inquietante". Neil Watson calculó la colección como "un estudio fenomenológico único de la brujería repleto de imágenes fantasmagóricas, trascendiendo la experiencia ordinaria de una manera única e inolvidable". Johan Alstad señaló: "La gran plataforma de diversidad en esta obra está intercalada por obras místicas. Se pueden hacer huellas a Jung y a otros Maestros que manifiestan su importancia y relevancia".
El novelista transgénero inglés, Jean Winchester, dijo que Mount Athos Inside Me es "un libro excepcional para apreciar", y que es "sorprendente tanto en profundidad como en contenido". El Dr. Roger Prentis dijo: "La mezcla entrañable e intrigantemente entrelazada de la discusión del Monte Athos en una franja históricamente amplia de literatura con reflexiones teológicas y personales sobre la vida, las religiones y la filosofía hace una lectura convincente".  También, Shaig Safarov señaló que "David Parry pinta un panorama complejo que involucra la mitología, el cuento popular y la filosofía, para expresar la grandeza de su tema, mientras se mantiene consciente de la potente política que rodea a este tesoro de la creatividad bizantina". El Padre Dr. Robert McTeigue SJ describe a Parry como "un hombre de extraordinaria erudición y sensibilidad artística". Diario digital llamado Parry, "un hombre multitalentoso".
La primera producción teatral de Parry, The Botanist Monsieur Jordan y The Sorcerer-Dervish Mastali Shah, fue descrita como "notable" y su actuación como "palpable", mientras que el humor retuvo "su frescura". El Dr. Ali Atalar, Presidente de la Cámara de Azerbaiyán en Londres, dijo que estaba "impresionado" por cada componente de este evento. En cuanto a la obra de Elchin, Jonathan Wood dijo: "Esta actuación fue una verdadera declaración de intención radical, con ella una bomba de tiempo cultural secreta detonada con éxito bajo las barbillas del establecimiento, bañando con AMOR y la promesa del renacimiento de la revolución emocional, en forma dramática".

## Premios y honores
- Representante Jefe de la Unión de Escritores de las Naciones Mundiales, (Kazajistán 2016)
- la de oro del tercer Foro Abierto de Libros de Asia Central y el Festival de Literatura por sus contribuciones al Teatro (Almaty, Kazajistán 2014)
- La Medalla Nacional de La Eurasia Abierta por "contribución personal al desarrollo de la cultura literaria" (Almaty, Kazajistán 2014)
- Certificado Honorífico de la Asociación Internacional de "Generales del Mundo son para la Paz" por "fortalecer la paz, la amistad y el entendimiento mutuo entre las personas" (Almaty, Kazajistán 2014)
- E miembro honorario de la vida de la Fundación Doreen Valiente y Centro de Estudios Paganos por "compromiso y dedicación continuos a la Comunidad Pagana en general" (2014)
- Miembro de la Royal Society of Arts (2014)
- Vicepresidente de La Asociación Internacional de Autores y Publicistas (APIA 2013)
- Certificate of "Word Union of Culture" por sus contribuciones a los contactos culturales entre personas creativas y estudios (Certificado 2011)

## Seleccionó trabajos

### Libros
- Redención de Caliban (2004)
- La gramática de la brujería (2009)
- Montón Athos Inside Me: Ensayos sobre religión, Swedenborg y artes (2019)[50]

### Ensayos y poemas
- "Channelling Tomorrow" (Pyschic World, mayo de 2007)
- "Signs of Spirit" (Psychic World, octubre de 2007)
- "Art and Ryszarf Gancarz" (Psychic World, junio de 2007)
- "Diálogos con los muertos paganos" (Psychic World Dead" (Psychic World, marzo de 2007)
- "Caliban en Clover" (A través del bosque, 2008)
- "El resurgimiento de Blake" (A través del bosque, 2008)
- "El peregrino" (A través del bosque, 2008)  "¿Hay alguien allí?" (Mundo Psíquico, enero de 2009)[51]
- "Prefacio" de la Teoría Pirámide del Matrimonio de Gulvin (2009)
- "Ensayo introductorio" a La Teoría del Matrimonio Monsieur Jordan de Mirza Fatali Akhundov y El Hechicero-Dervish Mastali Shah (2010)
- "Un prefacio con humo y espejos" al maestro favorito de Elchin y otras obras de teatro (2012)
- "Getting 'The Hump' at Eurovision" (TEAS Magazine 2012)
- "Metempsychosis" (Pyschic World January 2013)
- "Heathenism and the Tradition of Dissent" (National-Anarchism: Methodology and Application 2013)
- "Prefacio" al Hombre de las Montañas de Zaur Hasanov (2014)
- "El valor de ser" (Norskk 2015)
- "Prefacio" de Mi patria, patria, Oh My Crimea (2015)
- "Prefacio" de Goethe y Abay (2015) de Herold Berger
- "Performing Gnosis: A Few Investigative Jottings" (C. G. Jung Club London Newsletter 2015)
- "Words, Tengrism, and Wittgenstein: A Personal Reflection" (Open Central Asian Magazine Spring 2014)
- "Preface" a Raushan Burkitbayeva-Nukenova's Shadow of the Rain (2016)
- "Prefacio" de Natalia Kharlampieva Foremother Asia (2016)
- "Afterword" a las Puertas de Valhalla de Vincent Ongkowidjojo: Una interpretación esotérica del mito nórdico (2016)
- "Una entrevista con el productor de Hollywood Cyrus Ynaveh" (Open Central Asian Magazine 2016)
- "Entrevista" (E-International Relations 2018)
- "Preface" de Kanybek Imanaliev The Kagnate (2019)
- "A Reflective Afterword" de Alan Cox The Life of a Psychic Broadcaster (2019)
- "Politics, Poesía y Ezra Pound" (E-International Relations 2019)[52]
- "Holy Hampshire" (The Oldie 2020)
- "Cinco pasos para un artista conceptual en ciernes" (TEDxLambeth 2020)

### Teatro
- El botánico Monsieur Jordan y The Sorcerer-Dervish Mastali Shah (Arts Educational Schools London April 2010)
- Shakespeare: una comedia en diez escenas, tanto grave como trágico (Horse Hospital 2011)
- Citizens of Hell (codirector y productor 2013)
- La poesíaango-sajona de Andrew Rea (Art-The People's Voice 2014)
- Una noche a la luz (interpretada en la Cámara de los Lores 2014)
- Fate's Good Fortune (mini-drama 2015)  Hitchcock Homage de Nick Pelas (actor como Alfred Hitchcock 2016)[53][54]
- Shakespeare Tonight (Camden Fringe y Edinburgh Fringe 2016)
- Cincinnatus (director creativo 2016)
- The Idiot de Victor Sobchak (actor como General Ivolgin 2017)

### Foros académicos
- Theosophical Guest House, Tekels Park, UK1996 - Entregado 5 artículos sobre "Cristianismo místico".
- Conferencia Internacional de Teatro en Bakú (2010 conferenciante)
- "Introducción a Imadaddin Nasimi" en Pushkin House (coordinador 2010)
- El Santo Monte Athos Primera Conferencia Internacional en Salzburgo (profesor 2011)
- "In the Footsteps of Odin" en Pushkin House (profesor 2012)
- La Segunda Conferencia Internacional del Santo Monte Athos en Weimar (profesor 2012)
- "The London Thing (curador y conferenciante de octubre de 2012)
- La Tercera Conferencia Internacional del Santo Monte Athos en Belgrado (conferenciante 2013)
- Quest of the Heart (co-convocante y conferenciante 2013)
- Baku International Humanitarian Forum (panelista 2013)
- "Religión – ¿Cuál es el punto?" en la Cámara de los Lores (panelista de los Lores)2014)
- Third Open Central Asian Book Forum and Literature Festival en Almaty, Kazajistán (panelista y moderador 2014)
- Paracon en Derby (panellista 2014)
- Sage Paracon in Warwick Castle (conferenciar 2017)
- TEDxLambeth: Antinomies! en la Royal Society of[55]
- TEDxLambeth: Antinomías! en la Royal Society of Arts (altavoz 2019)[56]

### Documental y televisión
- El Reino de Caliban (él mismo 2009)
- Him & Her (hombre desnudo 2012)[57]